# Stammlager VI F
Das Stammlager VI F war ein Lager für Kriegsgefangene während des Zweiten Weltkrieges in Bocholt, ab Ende 1944 in Münster.

## Die Stammlager im Wehrkreis VI (Münster)
Im Deutschen Reich bestanden 17 Wehrkreise, die mit römischen Ziffern bezeichnet waren. Die Stammlager (Stalags) trugen die Ziffer ihres Wehrkreises und in der Reihenfolge ihrer Aufstellung einen Großbuchstaben. Im Wehrkreis VI (Münster) bestanden die Lager VI A Hemer, VI B Neu Versen (bei Meppen), VI C Bathorn (in der Grafschaft Bentheim), VI D Dortmund (Westfalenhalle), VI F Bocholt, VI G Bonn (Duisdorf), VI H Arnoldsweiler (im Kreis Düren), VI J Fichtenhain (bei Krefeld) und VI K Senne (bei Paderborn). Grundsätzliche Regelungen über Aufbau, Organisation und Funktion der Gefangenenlager regelte das Oberkommando der Wehrmacht in speziellen Dienstvorschriften.

## Lager der „Österreichischen Legion“
Das Kriegsgefangenenmannschaftsstammlager VI F befand sich auf einem heute zum Stadtwald gehörenden Gelände Bocholts, das ursprünglich dem Bocholter Reit- und Fahrverein e. V. gehört hatte. 1935 wurde dort durch das Hilfswerk Nord-West der NSDAP ein Auffanglager für rund 1.000 nach dem Juliputsch aus Österreich geflohene SA-Männer errichtet, die sogenannte „Österreichische Legion“, das zwei ehemalige Legionäre 1940 in einer Dokumentation als „schönes, wenn nicht gar schönstes Lager, was jemals Legionäre bewohnten“, bezeichneten . Randale der österreichischen SA-Männer war in Bocholt an der Tagesordnung. Durch sie wurde so z. B. das Kolpingdenkmal vor der St.-Georg-Kirche in Bocholt beschädigt und die vielen Bocholt-Besuche von Clemens August Kardinal von Galen aus Münster gestört.
Nach dem Anschluss Österreichs 1938 an das Deutsche Reich kehrten die Lagerbewohner nach Österreich zurück. Die NSDAP verkaufte die Lagerbauten an die Wehrmacht. Nach Abschluss eines Garnisonsvertrages mit der Stadt Bocholt und Einrichtung eines Schießstandes sollte das Lager für die Unterbringung und Ausbildung kurzfristig dienender Rekruten und älterer Landwehr-Angehöriger genutzt werden. Tatsächlich wurde das Lager 1938/39 als Übungslager des Reichsarbeitsdienstes mit einer Aufnahmekapazität von bis zu 3.000 Personen genutzt.

## Einrichtung als Stammlager
Beginnend mit dem Ende des Jahres 1939 trafen Kriegsgefangene aus Polen, den Niederlanden, dem Vereinigten Königreich, Frankreich und dem Senegal im Lager ein, das vermutlich im Laufe des Jahres 1940 als „Stalag VI F“ für kriegsgefangene Mannschaftsdienstgrade und Unteroffiziere eingerichtet wurde. Gefangene Soldaten der Mannschaftsdienstgrade konnten nach dem Genfer Kriegsgefangenenabkommen von 1929 von der Gewahrsamsmacht zu Arbeiten aller Art außer in der Rüstungsindustrie eingesetzt werden. Für die Kriegswirtschaft war dieses Arbeitskräftereservoir von erheblicher Bedeutung, zumal das Beschäftigungsverbot in der Rüstungsindustrie im Verlauf des Krieges kaum noch beachtet wurde. Das Lager war eine zentrale Einrichtung für die Versorgung der Schwerindustrie mit Arbeitskräften. Die Kriegsgefangenen, darunter seit 1941 auch Sowjets, wurden zum Arbeitsdienst bis ins Ruhrgebiet eingesetzt. Am 20. November 1941 bestimmte das Oberkommando der Wehrmacht (OKW) das Stammlager VI F als „allgemeines Bergbau-Aufnahmelager“. 
Das Stalag VI F verwaltete zu Höchstzeiten etwa 36.000 Kriegsgefangene zeitgleich. Im Lager selbst verblieben stets einige Tausend, wohingegen die große Masse der Soldaten Arbeitskommandos bzw. Außenlagern zugeteilt war.
Das Lager (ausgenommen der Lagerteil für die sowjetischen Kriegsgefangenen) galt bei Begehungen durch das Rote Kreuz 1940 als „eines der besten Lager“ und 1943 noch als „relativ erträglich“. 1941 wurde das Lager durch Notbaracken erheblich vergrößert.
Insgesamt starben im separaten „Russen-Lager“ weit mehr als 1.736 sowjetische Kriegsgefangene durch Hunger, Gewalt und Fleckfieber. Sie fanden in namenlosen Gräbern auf einem separaten Friedhof an der Vardingholter Straße in Bocholt die letzte Ruhe. Erst vor kurzem konnten die Namen von 1.333 Verstorbenen geklärt werden. 

## Außenlager
Eines der Außenlager war das „Lager Hammerstein Stalag VI F Bocholt 108“ in der Hückeswagener Ortschaft Hammerstein bei Kräwinklerbrücke. Es wurde in der ehemaligen Streichgarnfabrik der Lenneper Fabrikanten Engels & Oelbermann eingerichtet. Dorthin wurden ab 1940 polnische und französische Kriegsgefangene und ab 1941/42 auch sowjetische Kriegsgefangene gebracht. Viele dieser Kriegsgefangenen, die aus einem Gefangenenlager in Stablack im ehemaligen Ostpreußen kamen und nach Bocholt verlegt werden sollten, wurden bereits in Wuppertal ausgeladen und ins Lager Hammerstein gebracht, da sie laut Augenzeugen nicht mehr transportfähig waren. Sie befanden sich bei ihrer Ankunft in einem sehr schlechten körperlichen Zustand, sie waren unterernährt und hatten Fleckfieber.
Wie viele Menschen in dem Lager im Laufe der Zeit untergebracht worden sind, ist unklar. Aussagen von Zeitzeugen, die von einer Anzahl bis zu 6.500 ausgehen, sind nicht zu belegen. Legt man offizielle Angaben nach dem Ende des Zweiten Weltkrieges zu Grunde und vergegenwärtigt man sich die Situation vor Ort in der Ortschaft Hammerstein, so dürfte es sich maximal um mehrere hundert Menschen gehandelt haben, die sich gleichzeitig im Lager befanden.  
Ab Dezember 1942 ging die Verwaltung größerer Kriegsgefangenenlager in Wuppertal auf das Stalag VI J in Fichtenhain über. Ob das allerdings für das Lager Hammerstein gilt, ist unklar. 

## Lagerkommandanten
Kommandant des Lagers war ab Mai 1942 Oberstleutnant Hans Jauch, der mit Schließung des Bocholter Lagers 1944 als Oberst seinen Abschied nahm. Jauch war in seiner Eigenschaft als Kommandant des Stalag VI F nach dem Krieg Zeuge der Verteidigung in dem Strafverfahren (Krupp-Prozess) gegen Alfried Krupp von Bohlen und Halbach wegen des rechtswidrigen Einsatzes von Kriegsgefangenen zur Rüstungsproduktion. Die Gefangenen des Stalags wurden in der Essener Region eingesetzt. Er vertrat den Standpunkt, dass im Zeichen des „totalen Krieges“ in Firmen wie Krupp eine strikte Trennung des Einsatzes von Kriegsgefangenen in der Zivilproduktion statt in der Kriegsproduktion objektiv unmöglich gewesen sei. Er war der Auffassung, dass das OKW, wenn man sich strikt an die Genfer Konventionen hätte halten wollen, generell davon hätte absehen müssen, Kriegsgefangene Firmen wie Krupp zur Verfügung zu stellen. 

## Verwendung nach dem Zweiten Weltkrieg
Am 18. September 1944 wurde das Lager wegen der nahenden Front aufgelöst und nach Münster (Hoher Heckenweg) verlegt,  Belegstärke etwa 5.000 sowjetische Kriegsgefangene. 
In der Folge wurde es bis August 1951 zu einem „Wohnlager für Ausländer“, sogenanntes „DP-Lager“ für Displaced Persons, heimatlose oder zwangsverschleppte Ausländer. Es diente in dieser Zeit zur Rückführung von Ausländern verschiedener Nationalitäten, aber auch 1946 zur Internierung von 2.500 Litauern, Letten und Esten, die als Mitglieder von SS-Einheiten in Dänemark gefangen genommen worden waren. Darüber hinaus fungierte die Anlage als „vermutlich einziges Lager für ausreisewillige Juden“ im heutigen Nordrhein-Westfalen, die es „Palestine Transit Camp“ nannten.
Ende 1952 wurde das Lager eingerichtet als Hauptdurchgangslager für Flüchtlinge aus der DDR, Ende 1956 für Flüchtlinge des Ungarnaufstandes genutzt, wonach es die Bundeswehr bezog.
Als das 750-jährige Stadtjubiläum Bocholts nahte, befanden sich die mittlerweile größtenteils leerstehenden Baracken in einem bedauernswerten Zustand, und so würde es Anfang der 1970er Jahre abgerissen. Lediglich eine Richtfunkstation der Bundeswehr blieb bestehen. Den Rest des früheren Lagerareals eroberte sich die Natur zurück. Heute ist das Gelände Teil des Erholungsgebiets Bocholter Stadtwald und somit vollständig begehbar. Lediglich das separat liegende Grundstück des früheren „Russenlagers“ befindet sich in Privatbesitz und ist lediglich von der Straße aus einsehbar.

## Das Mahnmal
1985 kaufte die Stadt Bocholt das Lager zur Erweiterung des Freizeitgeländes Stadtwald. Die Baulichkeiten waren bereits abgerissen und 1987 wurde ein Mahnmal von ehemaligen Kriegsgefangenen aus dem Lager im Bocholter Stadtwald enthüllt. Das Mahnmal ist wiederholt Opfer von Vandalismus geworden, weshalb die Stadt Bocholt Ende März 2014 vandalismussichere Tafeln auf dem Mahnmal anbringen ließ und der Öffentlichkeit übergab. Darüber hinaus wurde das ursprüngliche Mahnmal um drei Stelen ergänzt, die symbolisch die Eckpunkte des einstigen Barackenlagers andeuten sollen. Auf den Stelen findet sich neben einem Plan des Lagers und einer allgemeinen Zeittafel je ein individueller Text, der sich einzelnen Abschnitten der Lagergeschichte widmet.
Ende 2021 wurde als weiteres Denkmal der „Weg der Erinnerung“ eröffnet. Er verläuft über den ehemaligen Aufmarschbereich hin zum einstigen Lagertor, das durch zwei Schautafeln symbolisch angedeutet wird. Die Hinweistafeln enthalten eine prägnante Lagerchronik, kurze Zeitzeugenzitate und bislang unveröffentlichtes Bildmaterial aus Privatbesitz.